# Алісов Вадим Валентинович
Алісов Вадим Валентинович (рос. Алисов Вадим Валентинович; 20 лютого 1941, Київ, УРСР, СРСР — 9 травня 2021, Москва, Росія) — радянський і російський кінооператор-постановник. Заслужений діяч мистецтв РФ (1992). Народний артист Росії (2001). Кавалер Ордена Дружби (26.08.2020) — за великий внесок у розвиток вітчизняної культури і мистецтва, багаторічну плідну діяльність.
Член Спілки кінематографістів СРСР (Москва), член Президії Російської Академії кінематографічних мистецтв «Ніка», входив до складу Ради Академії (секція кінооператорів).

## Біографічні відомості
З 1958 року працював на кіностудії «Мосфільм» асистентом оператора.
Закінчив операторський факультет ВДІКу (1977, заочне відділення), захистився фільмом «Транссибірський експрес» (реж. Е. Уразбаєв).
Оператор багатьох фільмів Ельдара Рязанова, над фільмами якого починав працювати як асистент оператора («Зигзаг удачі»), другий оператор («Гараж») і продовжив як оператор-постановник.
Працював з іменитими режисерами — Петром Тодоровським, Леонідом Гайдаєм, Володимиром Меньшовим, Всеволодом Шиловським, Леонідом Квініхідзе та ін.
У 1980-ті роки читав курси лекцій і проводив практичні заняття з «Основ операторської майстерності» на режисерському відділенні Вищих курсів сценаристів і режисерів.
Професор кафедри операторської майстерності ВДІКу. У 2010-і роки керував майстернєю кінооператорського факультету Московського Інститут Телебачення і Радіо «Останкіно».
Пішов з життя 9 травня 2021 року в Москві через тромб, що відірвався. Прощання з В. Алісовим пройшло 13 травня в Центральному будинку кіно. Похований поруч з матір'ю на Троєкуровському кладовищі.

### Родина
- Мати: Алісова Ніна Улянівна (1915, Київ — 1996, Москва) — радянська актриса театру і кіно. Заслужена артистка РРФСР (1950). Найбільш відома головною роллю в картині Якова Протазанова «Безприданниця» (1936).
- Батько: Кадочников Валентин Іванович (1912—1942) — радянський кінорежисер, художник.
  - Сестра: Лариса Кадочникова (нар. 1937, Москва) — радянська і українська актриса театру і кіно, лауреат Державної премії України імені Тараса Григоровича Шевченка (1991). Народна артистка України (1992).

## Фільмографія
- «Зигзаг удачі» (1968, асистент оператора, реж. Е. Рязанов)
- «Чисто англійське вбивство» (1974, асистент оператора у співавт; реж. С. Самсонов)
- «Іронія долі» (1975, асистент оператора, реж. Е. Рязанов)
- «Гараж» (1979, 2-й оператор, реж. Е. Рязанов)

Оператор-постановник:
- «Транссибірський експрес» (1977, реж. Е. Уразбаєв)
- «У день свята» (1978, реж. П. Тодоровський)
- «Чоловіки та жінки» (1979, к/м, реж. С. Алібекова)
- «Санта Есперанса» (1979, реж. С. Аларкон)
- «Громадянин Льошка» (1980, реж. В. Крючков)
- «Звідки в траві риба?» (1980, к/м, реж. І. Диховичний)
- «Здоровань»/ рос. «Крепыш» (1981, реж. О. Згуріді, Н. Клдіашвілі)
- «Дивись в обидва!» (1981, реж. В. Мартинов, Е. Уразбаєв)
- «Елія Ісаакович і Маргарита Прокопівна» (1981, к/м, реж. І. Диховичний)
- «Вокзал для двох» (1982, реж. Е. Рязанов)
- «Жорстокий романс» (1984, реж. Е. Рязанов)
- «Із життя Потапова» (1985, реж. М. Скуйбін)
- «Там, де нас немає» (1986, реж. Л. Квініхідзе)
- «Улюбленець публіки» (1985, реж. О. Згуріді, Н. Клдіашвілі)
- «Забута мелодія для флейти» (1987, реж. Е. Рязанов)
- «Дорога Олено Сергіївно» (1988, реж. Е. Рязанов)
- «Бомж. Без певного місця проживання» (1988, реж. М. Скуйбін)
- «Облога» / ალყა (1989, реж. Омар Гвасалія)
- «Моя морячка» (1990, реж. А. Ейрамджан)
- «Аферисти» (1990, реж. В. Шиловський)
- «Повість непогашеного місяця» (1990, реж. Є. Цимбал)
- «Агенти КДБ теж закохуються» (1991, реж. С. Аларкон)
- «Лінія смерті» (1991, реж. В. Шиловський)
- «На Дерибасівській гарна погода, або На Брайтон-Біч знову йдуть дощі» (1992, останній фільм реж. Л. Гайдая)
- «Вища міра» (1992, реж. Є. Леонов-Гладишев, В. Трахтенберг)
- «Новий Одеон» (1992, реж. А. Ейрамджан)
- «Анна: від 6 до 18» (1993, у співавт.; док. фільм, реж. М. Михалков)
- «Кодекс безчестя» (1993, реж. В. Шиловський)
- «Вирок» (1994, реж. В. Шиловський)
- «Ширлі-мирлі» (1995, реж. В. Меньшов)
- «Привіт, дурні!» (1996, у співавт.; реж. Е. Рязанов)
- «100 фільмів про Москву»: «Любов до батьківських трун…», «Солодка казка» (1997, док. фільми)
- «Сни Сталкера» (1998, док. фільм, реж. Є. Цимбал)
- «Чек» (2000, у співавт., реж. О. Бородянський, Б. Гіллер)
- «Будинок для багатих» (2000, реж. В. Фокін)
- «Заздрість богів» (2000, реж. В. Меньшов)
- «Зупинка на вимогу» (2000, т/с, реж. Д. Файзієв)
- «Зупинка на вимогу 2» (2001, т/с, реж. Д. Файзієв)
- «П'ятий кут» (2001, у співавт., реж. С. Газаров, Д. Файзієв)
- «Азазель» (2002, т/с, у співавт. (допомога в зйомках в Москві), реж. А. Адабаш'ян)
- «Євлампія Романова. Слідство веде дилетант-1» (2003, т/с, реж. В. Морозов)
- «Смугасте літо» (2003, т/с, реж. О. Циплакова)
- «Місце під сонцем» (2004, т/с, реж. А. Хамраєв)
- «Хлопці зі сталі» (2004, т/с)
- «Проти течії» (2004, т/с, реж. А. Матешко)
- «Брежнєв» (2005, т/с, у співавт., реж. С. Снєжкін)
- «Андерсен. Життя без любові» (2006, у співавт.; реж. Е. Рязанов)
- «Офіцери» (2006, т/с, реж. Мурад Алієв)
- «Свята справа» (2007, у співавт.)
- «Платина» (2007, т/с, реж. Мурад Алієв, Усман Сапаров)
- «Сищик Путілін» (2007, т/с, реж. С. Газаров)
- «Застава Жиліна» (2008, т/с, реж. В. Пічул)
- «Дві долі-4. Нове життя» (2008, т/с, у співавт., реж. В. Краснопольський, В. Усков)
- «День Д» (2008, у співавт., реж. М. Пореченков, К. Победінська)
- «Платина 2» (2009, т/с, реж. Мурад Алієв)
- «Голоси риб» (2009, реж. Є. Гінзбург)
- «Все заради тебе» (2010, т/с, реж. К. Двигубська)
- «Воїн.com» (2011, у співавт., реж. О. Бичкова)
- «Морпіхи» (2011, т/с, у співавт., реж. Мурад Алієв, Дмитро Матов)
- «Не бійся я з тобою! 1919» (2013, реж. Ю. Гусман)
- «Месник» (2013, т/с)
- «Кодекс честі-6» (2013, т/с, реж. Мурад Алієв, Олег Штром)
- «Кодекс честі-7» (2014, т/с, реж. В. Нахабцев (мол.), В. Скородумов)
- «Людмила Гурченко» (2015, т/с, у співавт.; реж. Сергій Алдонін, Олександр Імакін) та ін.